# Said Sadiq
Said Sadiq (kurd: سەید سادق) és una ciutat de la governació de Sulaymaniyya, al Kurdistan del Sud. El jaciment arqueològic proper de Tell Begum demostra que la zona ja estava ocupada al període Halaf tardà.